# Cherchar
Chechar (em árabe: ششار) é uma cidade e comuna localizada na província de Khenchela, Argélia. Segundo o censo de 2008, a população total da cidade era de 27 428 habitantes.